# Tecticeps nodulosus
Tecticeps nodulosus là một loài chân đều trong họ Tecticipitidae. Loài này được Gurjanova miêu tả khoa học năm 1935.